# Papaver bracteatum
Papaver bracteatum is de botanische naam van een klaproos. Ze wordt wel de Armeense klaproos genoemd.
Deze kruidachtige, tot 1,2 meter hoge plant heeft fijngeveerde bladeren met een grijsgroene kleur.
De plant bloeit met 10 cm brede, rode bloemen in mei en juni. De kroonbladen hebben aan de voet vaak een zwarte vlek.

## Verspreiding
De soort komt van nature voor in de Kaukasus, in het noordoosten van Turkije, in het noorden van Iran, in Armenië en in Azerbeidzjan. Ze kruist vaak met de oosterse klaproos.

## Gebruik
De plant bevat de alkaloïde thebaïne, die zich gemakkelijk laat verwerken tot het anti-hoestmiddel codeïne.
... · 
P. alpinum · 
P. argemone (Ruige klaproos) · 
P. bracteatum · 
P. californicum · 
P. dahlianum · 
P. dubium (Bleke klaproos) · 
P. hybridum (Bastaardklaproos) · 
P. nudicaule · 
P. orientale (Reuzenklaproos) · 
P. radicatum · 
P. rhoeas (Grote klaproos) · 
P. rupifragum · 
P. rupifragum var. atlanticum (Donzige klaproos) · 
P. somniferum (Slaapbol) · 
P. umbonatum · 
...